# ذانبة
الذانبة (الجمع: ذوانب) أو المُذَنَّبَة أو سركاريا هي الشكل اليرقي لطائفة المثقوبات الطفيلية. تتطور داخل الخلايا الجرثومية للكيسة البوغية أو الريدية. تحتوي الذانبة على رأس مستدق مع غدد اختراق كبيرة. قد يكون لها «ذيل» طويل للسباحة وقد لا يكون، وهذا بحسب النوع.